# 鬼ママを殺せ
『鬼ママを殺せ』(Throw Momma from the Train) は、1987年にアメリカ合衆国で公開されたダニー・デヴィート監督、ビリー・クリスタル主演のブラックコメディ映画である。

## 概要
個性派俳優のダニー・デヴィートが、長編映画監督デビューを果たした記念すべき作品である。アルフレッド・ヒッチコック監督のサスペンス映画『見知らぬ乗客』と上手くからめてストーリーを練っており、ブラック・コメディとして仕立て上げている。
出演にはデヴィート本人の他に『サタデー・ナイト・ライブ』で知られるビリー・クリスタルと、アドベンチャー映画『グーニーズ』のフラテリ一家の母親役が印象的なアン・ラムジーを据えている。また、カメオで映画監督のロブ・ライナーや人気TVホストのオプラ・ウィンフリーらも出演。撮影は『アダムス・ファミリー』の監督で知られるバリー・ソネンフェルドが担当している。なお、ラムジーは本作の演技が高く評価されて、1988年のアカデミー助演女優賞に見事ノミネートされた。

## あらすじ
小説家のラリー（ビリー・クリスタル）は、妻であるマーガレット（ケイト・マルグルー）に自身の大傑作の原稿を持ち逃げされてしまう。そのおかげで妻はベストセラー作家となり、悠々自適に豪邸で暮らすという始末。一方のラリーはと言うとそれ以来、何を書こうにもうまく行かず、作家活動も滞っていた。
妻に対する殺したいほどの憎しみを抑え、平静を装ってカルチャー・センターの講師として大人の生徒相手に教鞭を振るう平凡な毎日。そんな彼の元にある日、生徒の一人であるオーウェン（ダニー・デヴィート）が相談を持ちかける。オーウェンには人使いの荒い母親（アン・ラムジー）がおり、苦痛な毎日を送っていた。そんなオーウェンに、小説の参考としてヒッチコック監督の『見知らぬ乗客』を見るよう勧めるラリーだったのだが、それを勘違いしたオーウェンは、ラリーが交換殺人を提案したのだと思い込んでしまう。元凶である母親がいなくなると考えたオーウェンは、早速ラリーの原稿を持ち逃げした妻を殺そうとハワイへ向かう。

## スタッフ・キャスト

### キャスト
※括弧内は機内上映版の日本語吹替
- ラリー・ドナー：ビリー・クリスタル（富山敬）
- オーウェン・リフト：ダニー・デヴィート（緒方賢一）
- オーウェンの母親：アン・ラムジー（高橋和枝）
- ベス・ライアン：キム・グライスト（高島雅羅）
- マーガレット・ドナー：ケイト・マルグルー（高橋ひろ子）
- 刑事：ブルース・カービー（藤本譲）
- レスター：ブランフォード・マルサリス（山寺宏一））
- ジョエル：ロブ・ライナー（藤本譲）
- オプラ・ウィンフリー：本人（岡のり子）
- ロバート（有本欽隆）
- ピンスキー：レイ・バーク（石井敏郎）
- ヘイゼルトン：ジュールズ・ディーン（片岡富枝）
- ミリントン：J・アラン・トーマス（稲葉実）
- バッキー：ランドール・ミラー（小室正幸）
- フィル（伊井篤史）

日本語版制作 翻訳：たかしまちせこ、演出：小山悟、制作：東北新社

### スタッフ
- 監督：ダニー・デヴィート
- 脚本：ステュー・シルバー
- 製作：ラリー・ブレズナー
- 撮影：バリー・ソネンフェルド
- 音楽：デヴィッド・ニューマン
- 編集：マイケル・ジャブロウ